# Sacra di San Michele
De Sacra di San Michele, ook bekend als de Sint-Michaëlsabdij, is een klooster gelegen op de Monte Pirchiriano in de Valle di Susa in Italië. Van oorsprong was het een benedictijnse abdij en sinds de negentiende eeuw staat het klooster onder leiding van de Rosminianen.
De Sacra di San Michele ligt op een denkbeeldige geografische lijn van zeven kloosters, van Ierland naar Israël, die gewijd zijn aan engelen. Deze lijn staat ook wel bekend als de Sint-Michaëlslijn.

## Geschiedenis
Het klooster zou volgens de traditie gesticht zijn door de heremiet Giovanni Vincenzo, die aan het einde van de tiende eeuw op de Monte Pirchiriano leefde. Graaf Hugo van Montboissier was ook betrokken bij de stichting. Tussen 983 en 987 werd begonnen met de bouw van het klooster en vijf monniken stonden aan de basis van de eerste leefgemeenschap. Het klooster groeide vervolgens uit tot een belangrijke pelgrimsplaats. In de middeleeuwen stond het bekend onder de naam San Michele della Chiusa. Tussen de elfde en dertiende eeuw was het een belangrijk economisch en cultureel centrum en had het dochterkloosters tot in Apulië en Zuidwest-Frankrijk.

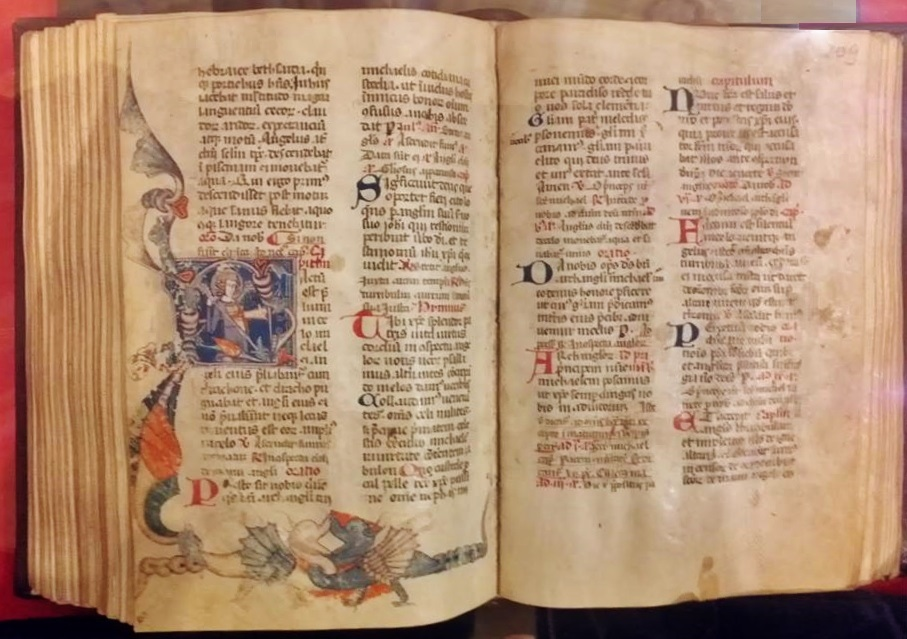
Het breviarium van San Michele della Chiusa

Begin twaalfde eeuw werd onder de leiding van abt Ermengardus de kloosterkerk gebouwd. Hiervoor moesten steunberen gebouwd worden, die het pad naar de top omsloten; dit pad staat bekend als de Scalone dei Morti. In de veertiende eeuw vervaardigden enkele monniken van het klooster het Breviarium van San Michele della Chiusa. In de eeuwen die hierop volgden werd de invloed van het klooster minder en tussen 1381 en 1622 was het klooster in handen van de hertogen van Savoye.
Koning Karel Albert van Sardinië schonk het klooster in 1836 aan Antonio Rosmini-Serbati en sindsdien wonen de Rosminianen in het klooster.
Op 23 januari 2018 brak er brand uit in een van de gastenverblijven. Het vuur tastte slechts een gedeelte van het complex aan dat makkelijk te repareren was.

## Architectuur

### Kloosterkerk

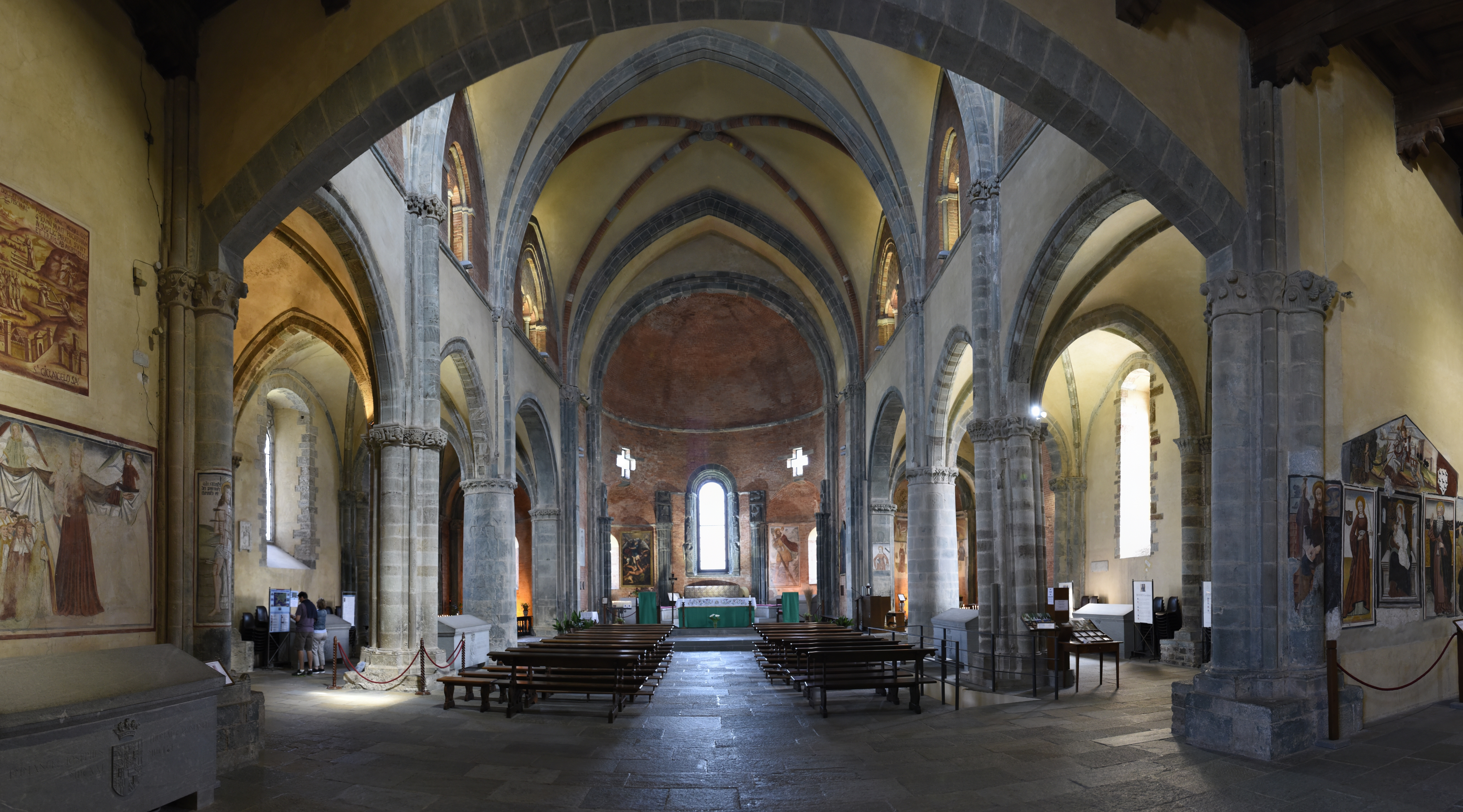
Het interieur van de kloosterkerk

Het westelijk gedeelte van de kloosterkerk toont overeenkomsten met de kathedraal van Piacenza, zowel qua structuur als in de versierde kapitelen. Met name de beelden van de evangelisten bij het oostelijk raam doen sterk denken aan de school van Piacenza. Aan de zuidzijde van het complex staat een rond gebouw dat het "monnikengraf" werd genoemd en dat gebouw is waarschijnlijk gebaseerd op de Heilig Grafkerk in Jeruzalem.

### Zodiakpoort
Aan het einde van de Scalone dei Morti staat de Zodiakpoort die voor een gedeelte uit marmer is opgetrokken. De omlijsting van de poort vertoont de tekenen van de dierenriem en andere sterrenbeelden. De poort uit het begin van de twaalfde eeuw werd nooit voltooid, maar werd gebruikt voor een nieuwe poort. De beeldhouwer Peter van Lyon vervaardigde de beelden voor deze nieuwe poort.

## Galerij

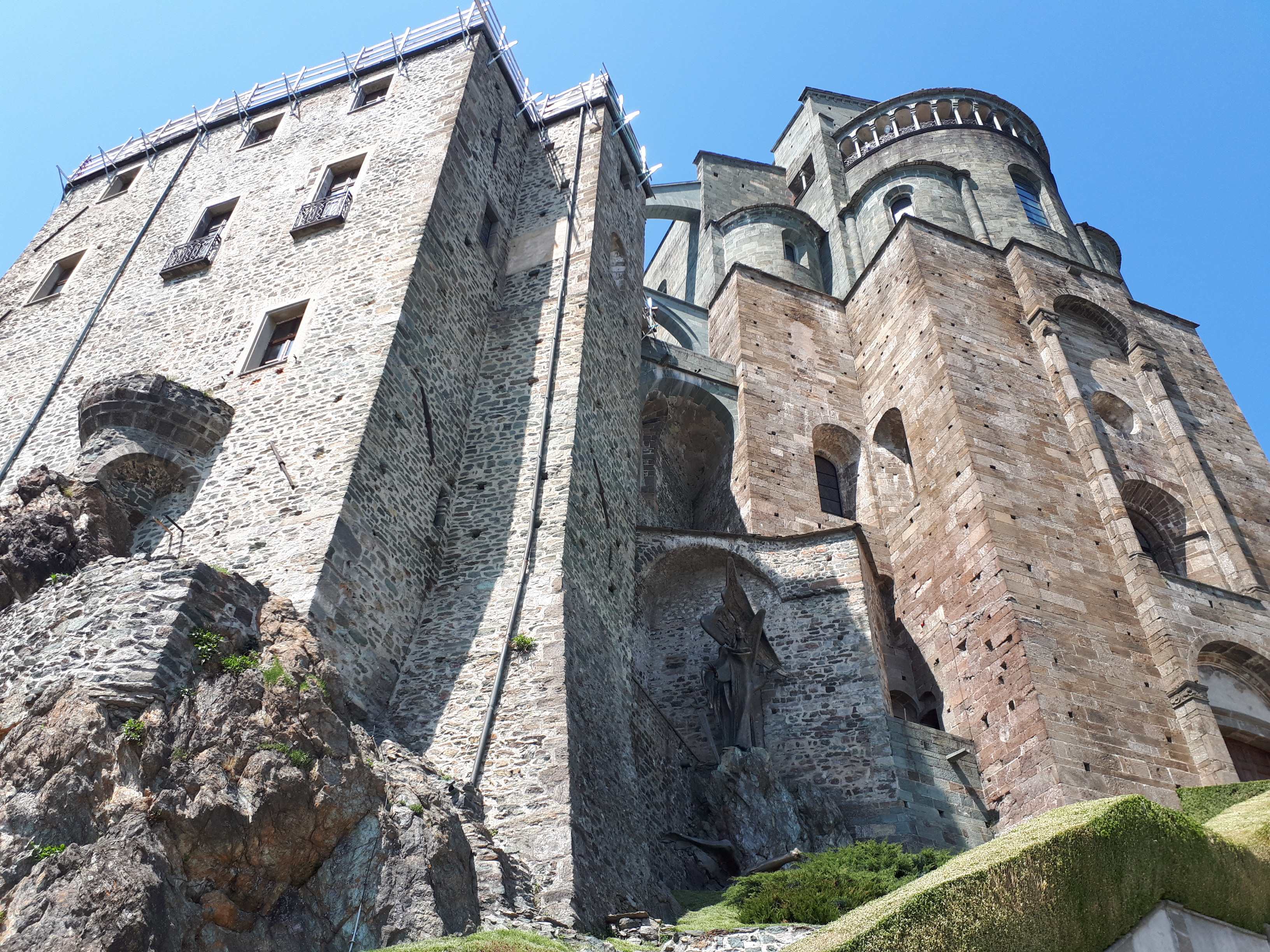
Façade van de abdij
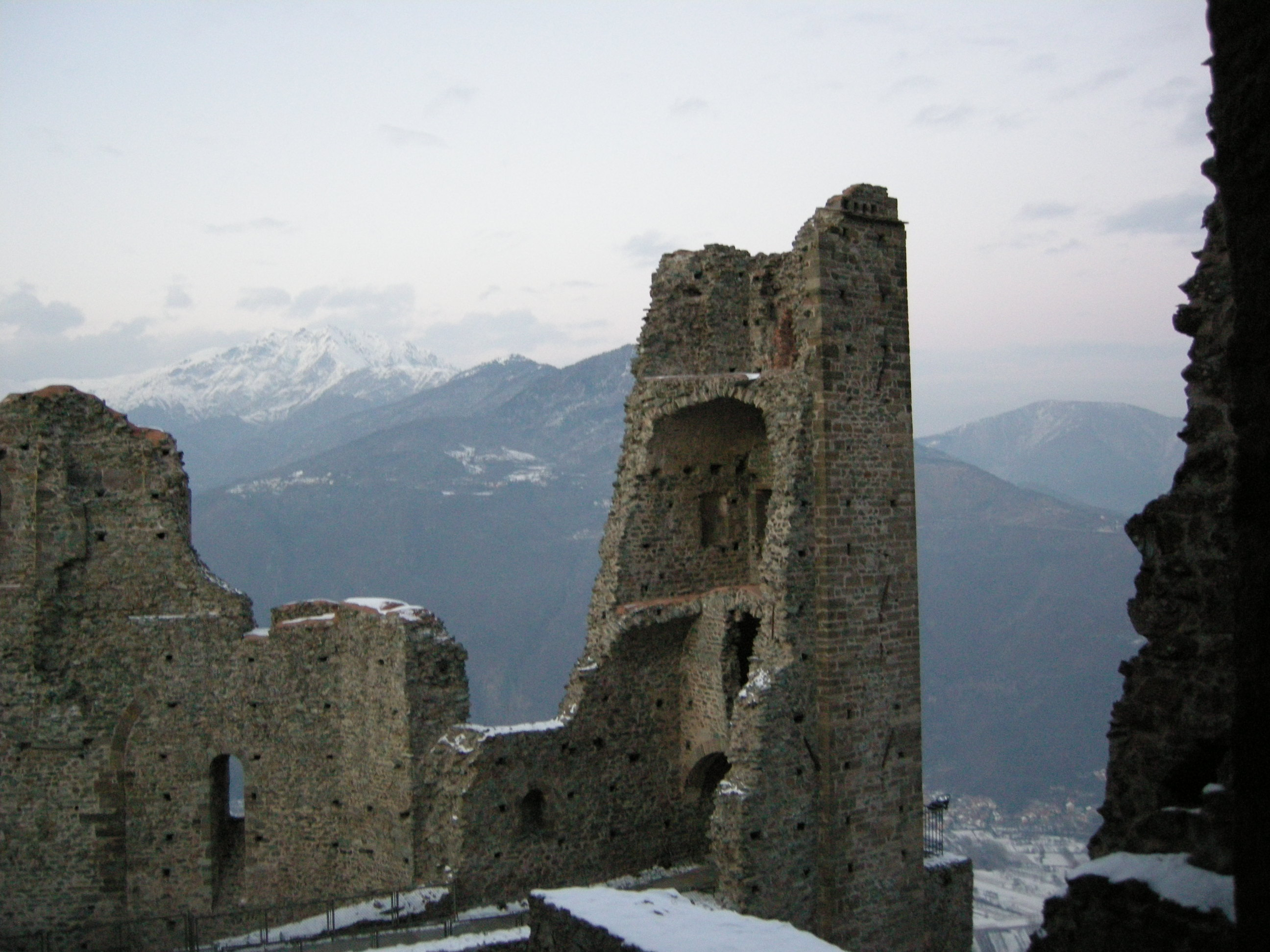
Torre della bell'alda
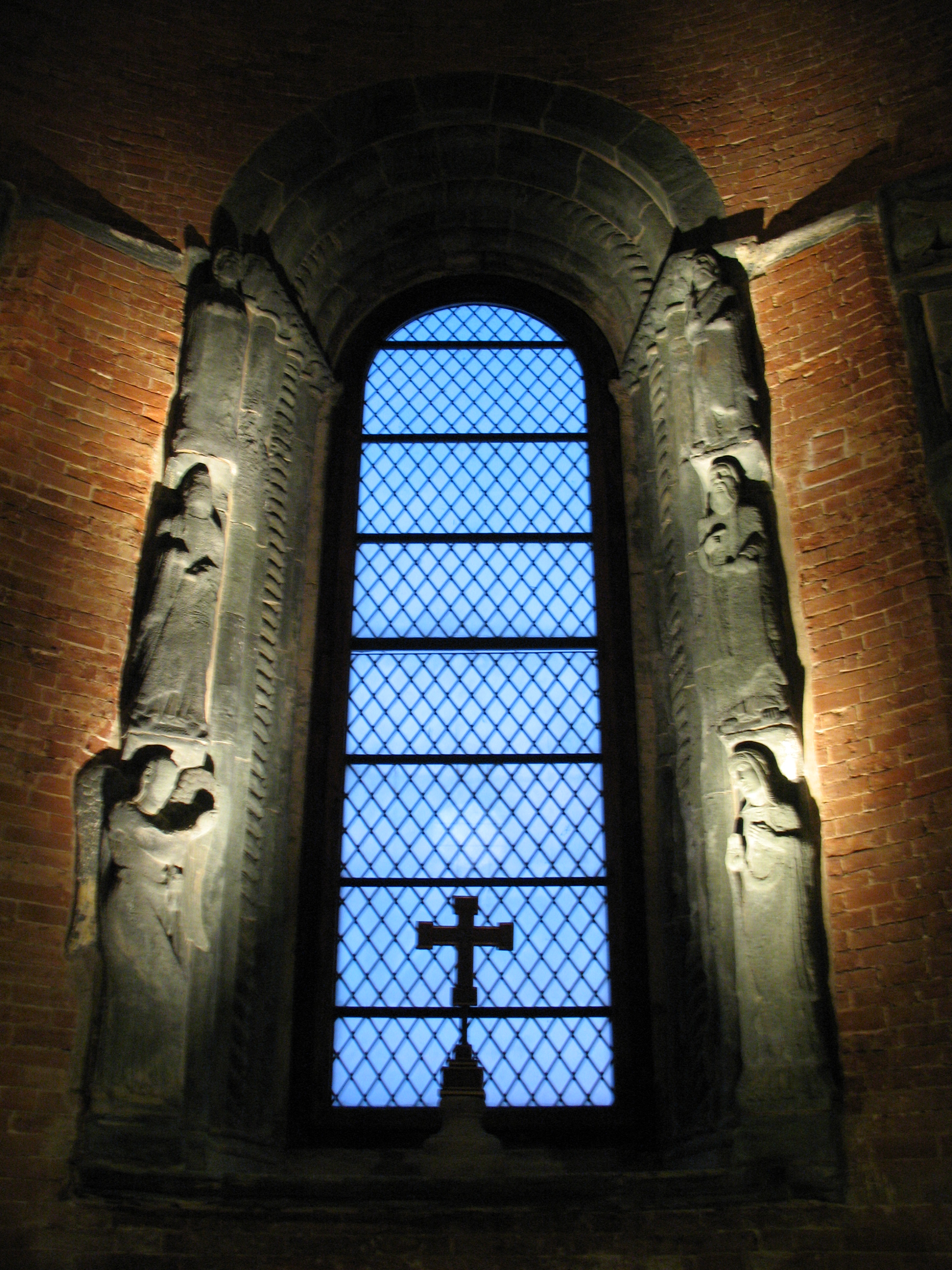
Raam achter het hoogaltaar
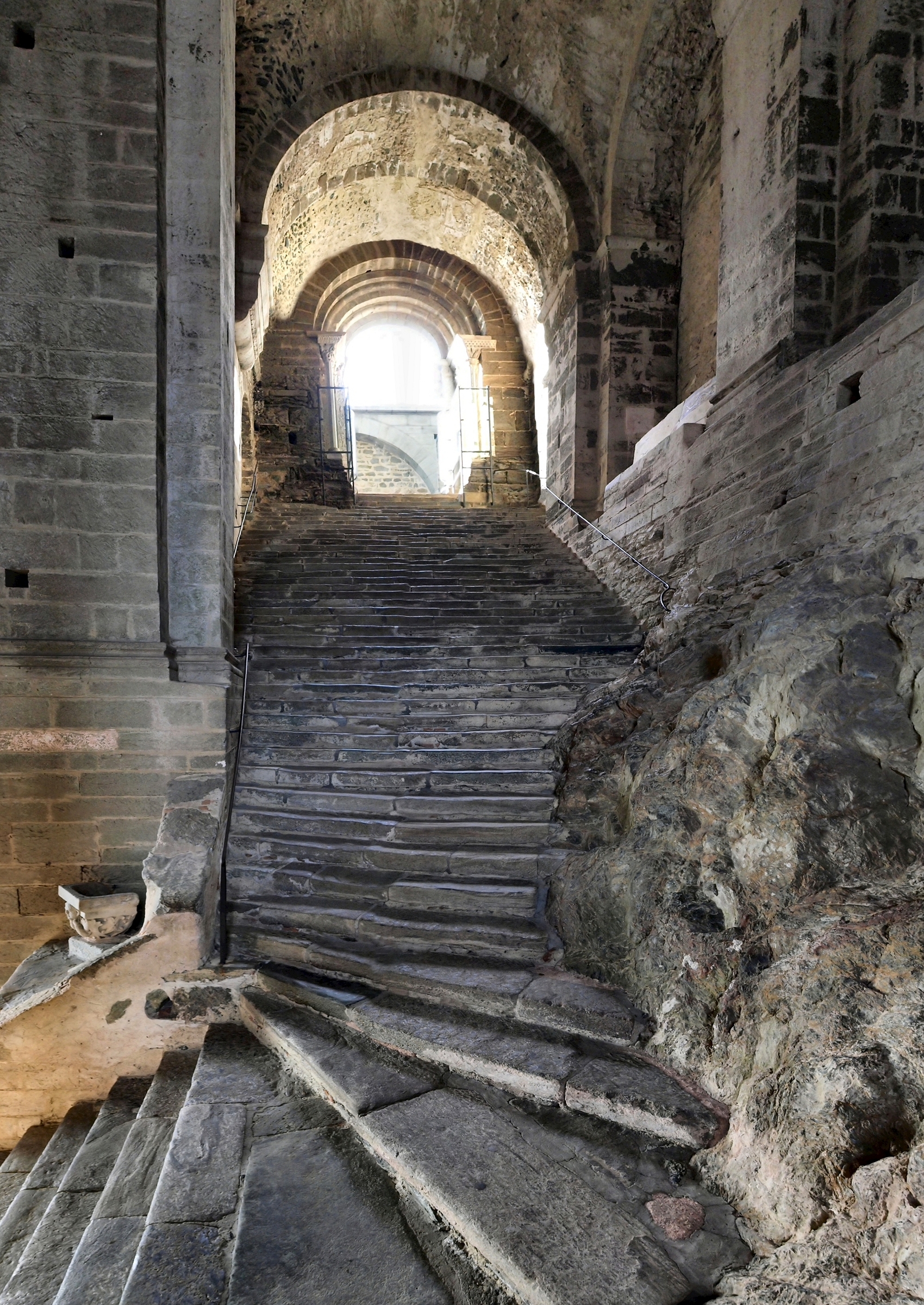
Scalone dei Morti
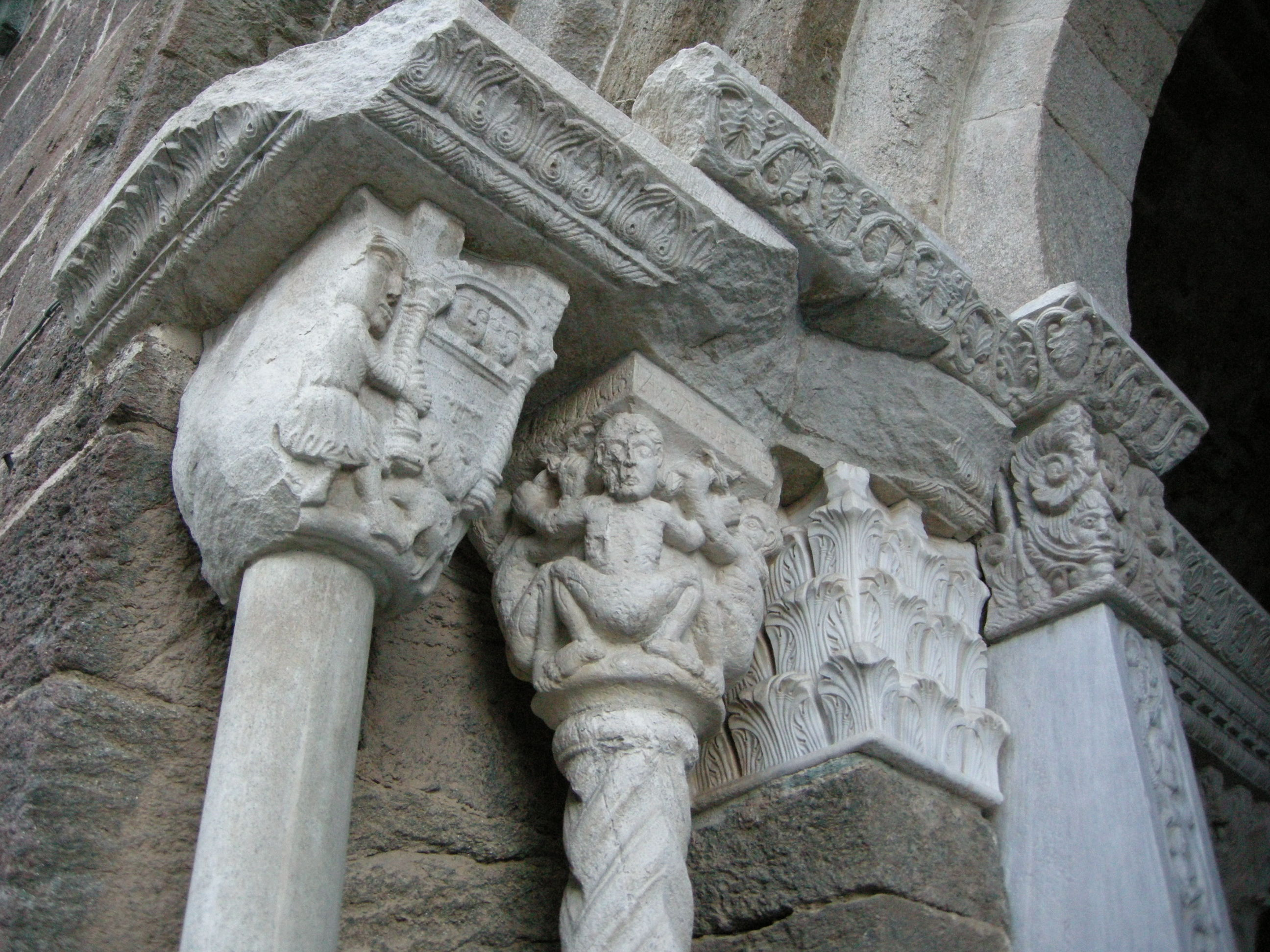
Kantelen van de Zodiakpoort
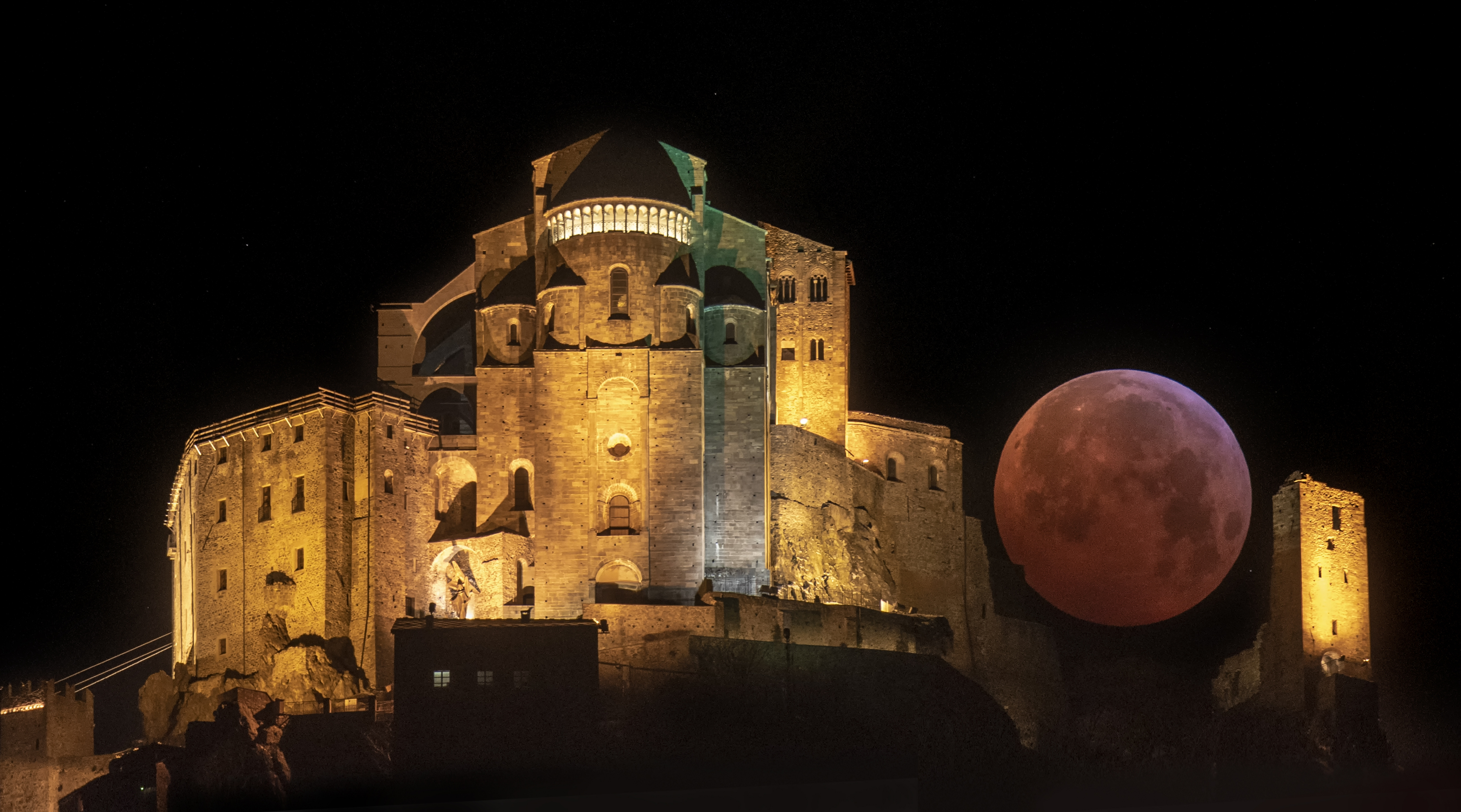
De Sacra di San Michele in de nacht

## Culturele invloed
De Sacra di San Michele zou een van de kloosters zijn geweest die Umberto Eco hebben geïnspireerd tot het schrijven van de roman De naam van de roos.

## Toerisme
De Sacra di San Michele ontving tot 2018 op jaarlijkse basis 100.000 bezoekers bij het complex.